# Sos
Sos település Franciaországban, Lot-et-Garonne megyében. Lakosainak száma 659 fő (2022. január 1.). Sos Réaup-Lisse, Saint-Pé-Saint-Simon, Arx, Escalans, Rimbez-et-Baudiets, Poudenas és Sainte-Maure-de-Peyriac községekkel határos.

## Népesség
A település népessége az elmúlt években az alábbi módon változott:
| Lakosok száma | 829  | 769  | 718  | 691  | 686  | 672  | 664  | 651  | 653  | 659  |
|               | 1968 | 1982 | 1990 | 2006 | 2013 | 2015 | 2017 | 2019 | 2020 | 2022 |